# Семпопольський-Двур
Семпопольський-Двур (пол. Sępopolski Dwór) — село в Польщі, у гміні Семпополь Бартошицького повіту Вармінсько-Мазурського воєводства.